# Chiesa di Santa Maria ad Nives (Almenno San Bartolomeo)
La chiesa di Santa Maria ad Nives  è un luogo di culto cattolico di Almenno San Bartolomeo in via Longa, sussidiaria della chiesa di San Bartolomeo della provincia e diocesi di Bergamo.

## Storia
La costruzione della chiesa risale al XVI secolo. Probabilmente la edificata su un'edicola preesistente come testimonierebbe l'affresco della Madonna in trono col Bambino che presenta la datazione del 1467. La chiesa è citata come sussidiaria della parrocchia di San Bartolomeo Apostolo, nella relazione della visita pastorale di san Carlo Borromeo del 1575. Proprio durante questa visita l'arcivescovo ordinò che venisse ampliata e decorata, nonché vi fosse aggiunta la facciata con il porticato a protezione.
Il piccolo edificio fu edificato per voto dei fratelli Tommaso e Matteo Bengonzi e del loro padre Antonio, i quali abitavano a Venezia dove esercitavano il commercio, ma che erano originari di Almenno. Questi, come molti altri valligiani delle valli Brembana e Seriana, commissionavano opere d'arte nella città lagunare che venivano poi inviate nei paesi natii, non solo per decorare e adornare chiese, ma anche a testimoniare la ricchezza e l'importanza che la famiglia aveva raggiunto, opere che erano conosciute come tesori degli emigranti.
Negli ultimi anni del Novecento la chiesa fu oggetto di restauro e rifacimento parziale, con la nuova intonacatura e tinteggiatura, e il mantenimento delle decorazioni originarie.

## Descrizione

### Esterno
L'edificio di culto, posto in cima a una gradinata con pavimentazione in ciottolato e circondata da un luogo prativo, ha un marciapiede per tre lati mentre il fronte principale,  è preceduto dal porticato costituito da due pilastri in muratura e collegati da un muretto che reggono il tetto ligneo. La facciata a capanna è in pietra a vista con l'ingresso centrale e due aperture laterali complete di inferriate, e cornici in pietra. La parte superiore ha un'apertura semicircolare atta a illuminare l'aula.

### Interno
L'interno a pianta rettangolare è a navata unica divisa da lesene in due campate. Le lesene reggono il cornicione non praticabile da cui s'imposta la volta a botte. Sul lato destro vi è il solo altare laterale dedicato a san Timoteo, santo patrono della località di Almenno dopo san Bartolomeo. L'arco trionfale, precede la zona presbiteriale innalzata da due gradini e conserva lateralmente due nicchie con le statue lignee dei santi Giuseppe col Bambino e la Madonna col Bambino. 
Il presbiterio a pianta rettangolare con volta a botte ospita come pala d'altare l'affresco, opera di ignoto, e di scuola lombarda: Madonna in trono col Bambino. Il dipinto è quindi precedente la creazione della nuova chiesa. L'iscrizione cita il 23 settembre 1467 sul dorsale del trono a fianco del volto della Madonna, probabilmente la data di creazione. L'opera è stata più volte rivisitata, e conserva molto poco della pittura originale. Era però l'immagine a cui erano devoti gli abitanti di Almenno San Bartolomeo, tanto che la consideravano miracolosa, e luogo di pellegrinaggio. L'affresco era inserito nell'edicola originale che era chiusa da un cancellis ligneis.